# Stazione di Altopascio
Stazione di Altopascio vasútállomás Olaszországban, Altopascio településen.

## Vasútvonalak
Az állomást az alábbi vasútvonalak érintik:
- Viareggio-Firenze-vasútvonal

## Kapcsolódó állomások
A vasútállomáshoz az alábbi állomások vannak a legközelebb:
- Stazione di Montecarlo-San Salvatore
- Stazione di Porcari